# Passiflora loretensis
Passiflora loretensis Killip – gatunek rośliny z rodziny męczennicowatych (Passifloraceae Juss. ex Kunth in Humb.). Występuje naturalnie w Kolumbii i Peru. 

## Morfologia
PokrójZdrewniałe, trwałe, nagie liany.
LiścieLancetowate, prawie sercowate u podstawy, skórzaste. Mają 10–12 cm długości oraz 5,5–6 cm szerokości. Całobrzegie, ze spiczastym wierzchołkiem. Ogonek liściowy jest owłosiony i ma długość 10–20 mm. Przylistki są podłużne, mają 13–18 mm długości.
KwiatyPojedyncze. Działki kielicha są podłużne, różowe. Płatki są podłużne, różowe. Przykoronek ułożony jest w pięciu rzędach.
OwoceSą kulistego kształtu. Mają 5 cm średnicy.